# نرمين الخنسا
نرمين الخنسا، كاتبة لبنانية ورئيسة اللجنة الثقافية في النادي الثقافي العربي وعضو في اتحاد الكتاب اللبنانيين. ولدت في لبنان ودرست دبلوما في برمجة الكومبيوتر والمحاسبة عام 1983 في جامعة سنتر جفينورفي لبنان. صدرت لها روايات «طفولة في عهدة أفعى» و«مرآة عشتروت» و«هذيان ذاكرة».

## السيرة الذاتية
ولدت الكاتبة اللبنانية نرمين الخنسا في لبنان، وهي رئيسة اللجنة الثقافية في النادي الثقافي العربي وعضو في اتحاد الكتاب اللبنانيين. درست دبلوما في برمجة الكومبيوتر والمحاسبة عام 1983 في جامعة سنتر جفينورفي لبنان. صدرت لها روايات «طفولة في عهدة أفعى» و«مرآة عشتروت» و«هذيان ذاكرة». هي عضو في الهيئة الإدارية في النادي الثقافي العربي، منذ 2008، ورئيسة اللجنة الثقافية في النادي الثقافي العربي، منذ 2008، ومسؤولة عن البرنامج الثقافي لمعرض بيروت العربي الدولي للكتاب، منذ 2008، وعضو في الهيئة العامة لاتحاد الكتاب اللبنانيين، منذ 2007. تكتب نرمين الخنسا في مواضيع متعدد وتحاول إضاءة جوانب متعددة منها: إجتماعية، ثقافية وإنسانية متعددة، بدءا من تأثيرات الحروب التي شهدها لبنان، على معظم اللبنانيين، وصولا إلى الكتابة عن أزمات واقعنا اللبناني الراهن.

## أعمال الكاتبة[7][8]
- يوميات آدم وحواء، بيروت، دار الفارابي، 2011.

- ساعة مرمورة، بيروت، دار الساقي، 2008.[9]

- هذيان ذاكرة، بيروت، الاكاديمية اللبنانية للكتاب، 2005.

- مرآة عشتروت، بيروت، دار الفارابي، 2002.

- طفولة في عهدة أفعى، بيروت، دار الفارابي، 2000.
- نصيبك في الجنة... الدار العربية للعلوم، 2011.